# SpyLOG
SpyLOG — интернет-проект закрытого акционерного общества «Современные Интернет технологии», действовавший с 1999 по 2010 год.

## История
Компания была основана в конце 1999 года одновременно с созданием одноименной системой статистики. В проекте регистрировались веб-сайты, которые получали программный код счётчика для расположения его на страницах веб-сайта. SpyLOG обрабатывал по счётчику статистику и выдавал отчёты по многим параметрам. Веб-сайты участников рубрицировались в каталоге, имелась система рейтинга сайтов. Существовала служба модераторов веб-сайтов, руководимая Владимиром Калачихиным, которая позже была закрыта.
В ноябре 1999 года был открыт для SpyLOG Tracker и на тот момент в системе был представлен только один сервис, включавший возможность получения около 70 видов основных отчетов и дополнительный сервис получения данных статистики на e-mail участника.
Летом 2000 года количество зарегистрированных пользователей превысило 50 тысяч, и компанией было принято решение о создании проекта Глобальная статистика — информационного статистического центра, предоставляющего информацию об аудитории российского и русскоязычного интернета в целом. Этот проект позволял узнать географическое распределение аудитории Рунета, количество пользователей в Рунете, распределение по браузерам и операционным системам, разрешениям экранов, наиболее популярные поисковые системы и так далее.
В апреле 2001 года SpyLOG впервые предложил сервис проведения маркетинговых исследований по различным секторам и рынкам Рунета.
16 июля 2001 года SpyLOG перешел на коммерческую основу. C этого момента полный сервис предоставлялся за дополнительную плату, а все бесплатные пользователи могли получить только ограниченный объем статистики за небольшой промежуток времени.
В мае 2002 года пользователям была представлена новая услуга — пакет SpyLOG-Монитор — специализированный сервис для мониторинга рынка.
В ноябре 2004 года компания ввела новые тарифы на услуги статистики. Клиентам было предложено три новых пакета услуг: Бизнес, Премиум и Лайт, а также целый комплекс дополнительных услуг и сервисов, которые можно подключать по мере необходимости. Одновременно с представлением новых пакетов коммерческих услуг, компания открыла для регистрации новый пакет услуг статистики Солидарность, ориентированный на некоммерческие компании и персональные страницы.
В 2010 году компания оказывала услуги под марками:
- Статистические пакеты — SpyLOG Tracker, SpyLOG Filter, SpyLOG Research, SpyLOG Монитор, Тренды SpyLOG;
- Рейтинг сайтов; а также занималась проведением специализированных семинаров и размещением рекламы.

Компанией в разное время руководили Андрей Андреев и Алексей Басов, которые позже основали проект «Бегун», а затем Фёдор Вирин.
В 2007 компания SpyLOG  была продана группе "Активист", являющейся владельцем интернет-провайдера MasterHost.
В апреле 2010 года сервис Spylog прекратил существование.
Сервисы, связанные с веб-анализом и соответствующая клиентская база были приобретены компанией Openstat.